# 13069 Умбертоеко
13069 Умбертоеко (13069 Umbertoeco) — астероїд головного поясу, відкритий 6 вересня 1991 року.
Тіссеранів параметр щодо Юпітера — 3,490.
Названо на честь Умберто Еко (італ. Umberto Eco, нар.1932) — італійського письменника, семіотика і медієвіста.